# Enrico Butti
Pour les articles homonymes, voir Butti.
Enrico Butti (né à Viggiù le 3 avril 1847   et mort dans la même ville le 10 janvier 1932) est un sculpteur italien, actif principalement à Milan, où il est professeur à l'Académie Brera .

## Biographie
Enrico Butti est né dans une famille de tailleurs et de sculpteurs de marbre. À l'âge de 14 ans, il  commence à étudier à l’académie Brera sous le sculpteur Pietro Magni, tout  en travaillant pour d'autres sculpteurs comme Francesco Barzaghi et Ugo Zannoni. Lors de l'Exposition nationale de Milan en 1872, il expose sa première œuvre, un Raphaël en  marbre et deux ans plus tard, son Eleonora d'Este est appréciée par la critique. En 1879, il expose au Brera le monument funéraire de la famille Cavi-Bossi, pour lequel il obtient le prix Prince Umberto. 
Il réalise plusieurs monuments funéraires  pour les familles  Borghi, Guerrini et Galbiati tous situés au cimetière monumental de Milan. Sa statue du mineur ( Il Minatore) exposée au Brera, se trouve au cimetière du Nord de Düsseldorf.
En 1913, en raison de l'aggravation des problèmes pulmonaires, il retourne à Viggiù, où il continue à travailler jusqu'à sa mort.
Enrico Butti meurt le 31 janvier 1932 dans sa villa de Viggiù, dont le parc abrite désormais le musée Enrico Butti (it).

## Œuvres
- Le Tasse en prison, (à Saint-Pétersbourg);
- Caïn ; Le smorfie ; Stizze ; Saint Jérôme (1875); Il mio garzone ; Sainte Rose de Lima pour le Duomo de Milan (1876);
- I minatori del Sempione (1906);
- La tregua groupe sculpté de (1906).
- La Mère consolatrice et monument funéraire de la famille Besenzanica (1912), cimetière de Milan,
- Monument aux morts, Viggiù, (1919),
- Monument aux morts, Gallarate (1924) sur la Piazza Risorgimento,
- Monument aux morts, Varèse (1925).
- Statue de Giuseppe Verdi, Piazza Buonarroti, Milan (1913).
- Le Général Sirtori, jardins publics de Milan.
- Statue de l'Unité d'Italie pour le Vittoriano à Rome.

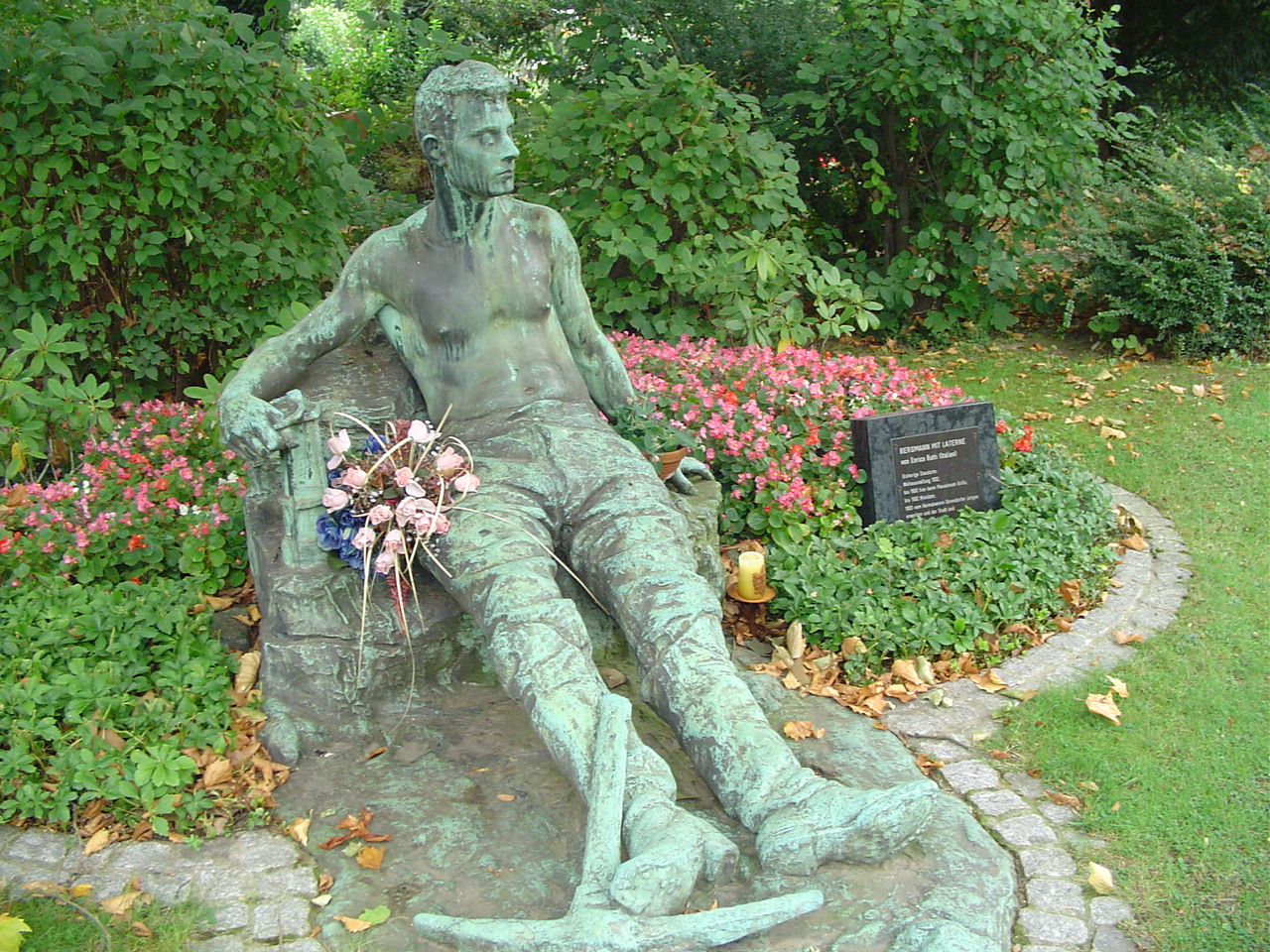
Minatore con lanterna (cimetière de Düsseldorf).
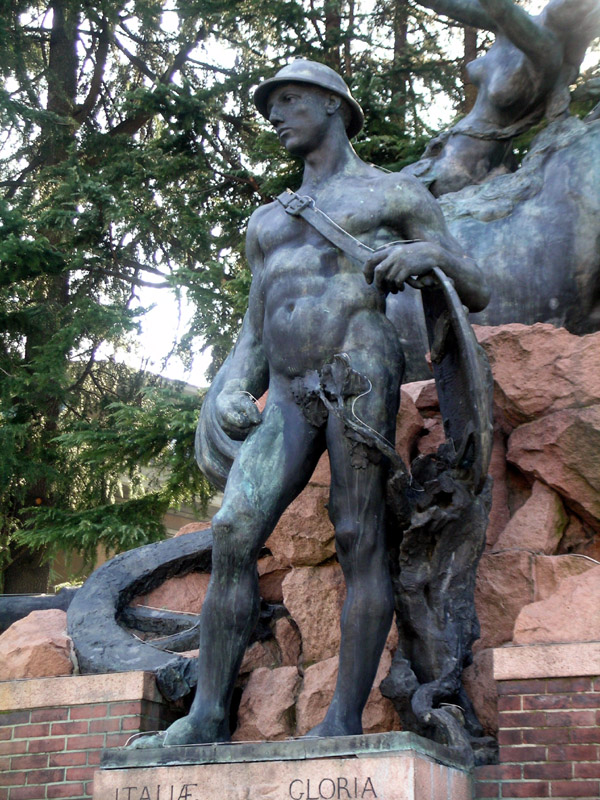
Monument aux morts de guerre, Viggiù.
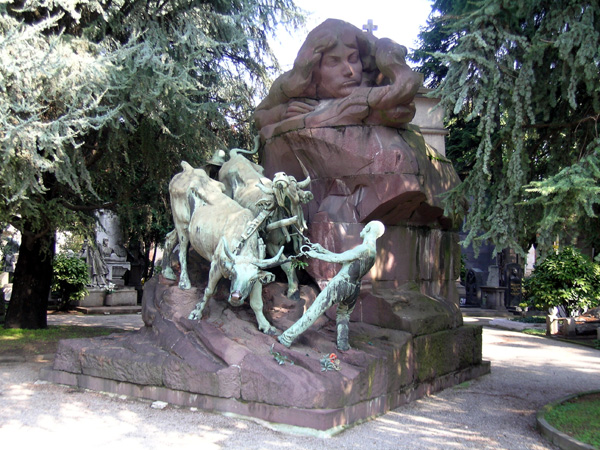
Monument du cimetière de la famille Besenzanica avec L'Aratura (figures de labour), Cimetière monumental de Milan.
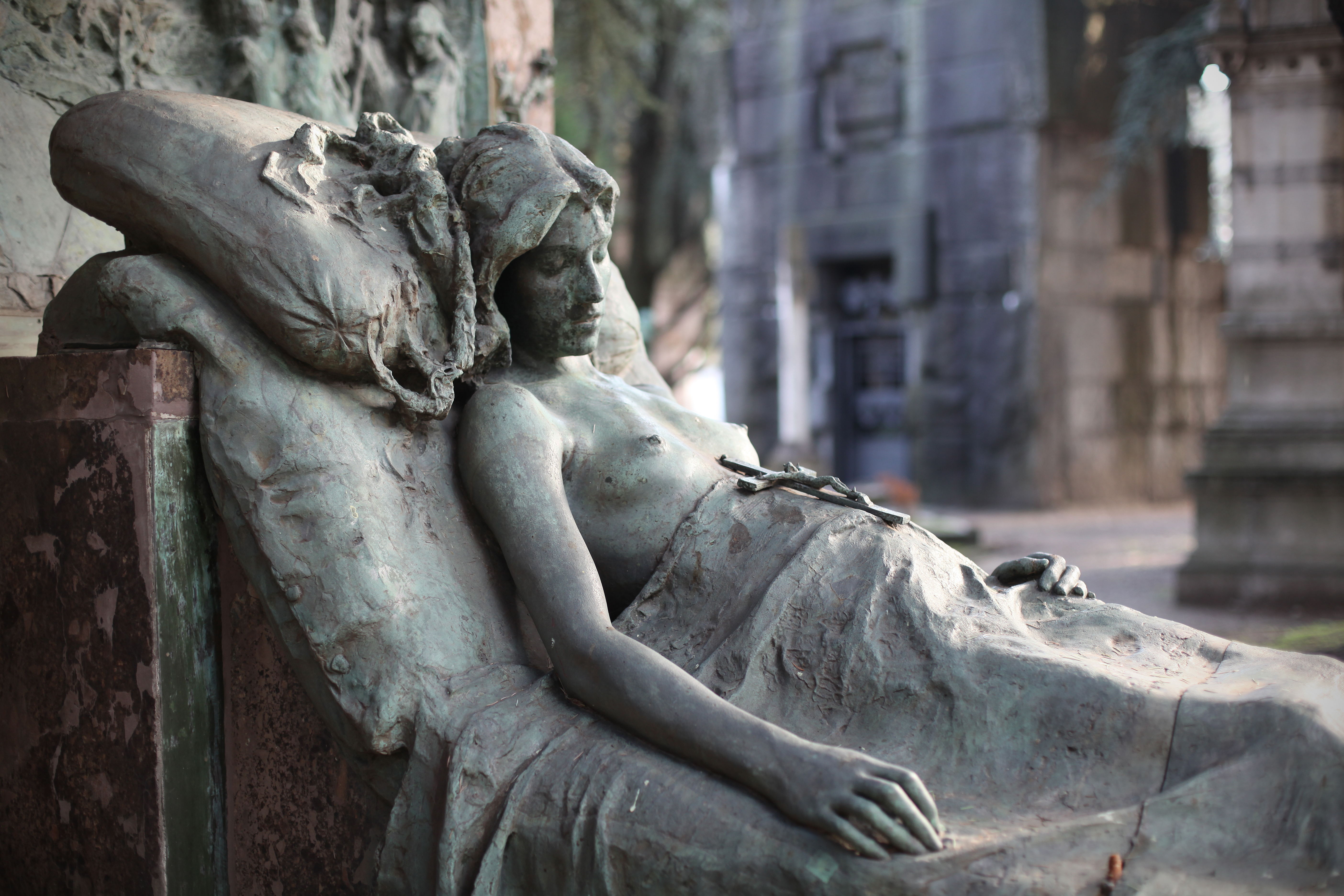
La morente (la mourante), monument famille Casati, cimetière monumental de Milan.